# 遯巖書院
遯巖書院（：／ Donam Seowon）位於韓國忠清南道論山市，為一座朝鲜王朝時期（1392－1897年）建立的书院。遯巖書院創建於朝鮮仁祖十二年（1634年），1993年10月遯巖書院被列為韓國指定史蹟第383號；2019年，遯巖書院與其他八座書院以「韓國新儒學書院」名稱登錄，成為韓國第14個世界遗产。

## 簡介

### 沿革
遯巖書院最初成立主要為了緬懷儒學家金長生。金長生字希元，號沙溪，生於朝鮮明宗四年（1548年），卒於朝鮮仁祖九年（1631年），曾任江原道鐵原府使，為當時著名儒學家。金長生於朝鮮孝宗八年（1682年）封諡為文元公，被列為東國十八賢之一，得以入祀孔廟。金長生去世後，其弟子們及儒林人士設立祠堂以緬懷金長生，並於於仁祖十二年（1634年）在祠堂的基礎上創設遯巖書院。「遯巖」之名稱源自於書院西北方有巨大的岩石。
遯巖書院於朝鮮顯宗元年（1660年）獲君王贈與匾額，成為「賜額書院」，朝鮮高宗八年（1871年），興宣大院君下達書院撤廢令時，朝鮮全境僅保留47座書院，遯巖書院為其中之一。遯巖書院原址在論山川旁，易遭受水患，於朝鮮高宗十八年（1880年）遷至原址西北方約1.5公里、地勢較高的現址。
金長生除了金長生之外，遯巖書院的祠堂於朝鮮孝宗九年（1658年）入祀金集、朝鮮肅宗十四年（1688年）入祀宋浚吉、肅宗二十一年（1695年）入祀宋時烈。金集為金長生的兒子，宋浚吉、宋時烈為金集的門生，金集、宋浚吉、宋時烈三人亦均列入東國十八賢。

### 建築與重要文化財

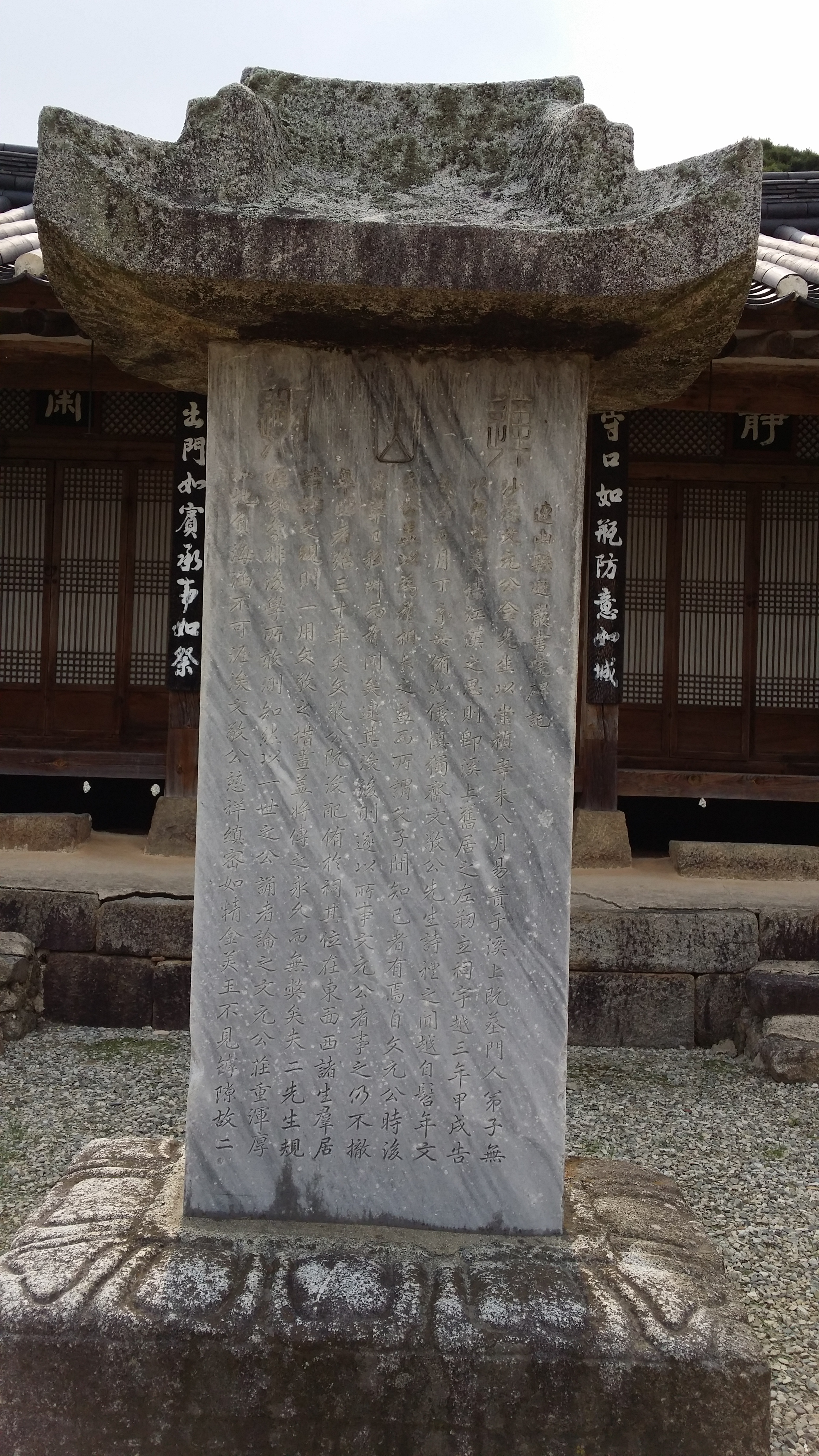
遯巖書院院庭碑（忠清南道文化財第366號）

遯巖書院入口為入德門，入德門後有養性堂，養性堂兩側有東齋（居敬齋）與西齋（精義齋），養性堂於1927年修整，1956年重建。養性堂屋簷下有宋浚吉書寫「遯巖書院」牌匾，前有宋時烈撰文，宋浚吉以行書書寫的「院庭碑」。養性堂旁邊有保存國王賞賜物品的藏板閣，後方為祠堂「崇禮祠」。另有附屬建築凝道堂（韓國寶物第1569號），於1971年搬遷至今日的位置。遯巖書院於1993年10月列為韓國指定史蹟第242號，受到國家保護。
遯巖書院有1項韓國寶物：
| 韓國寶物編號 | 名稱           | 圖片 | 說明 |
| ------------ | -------------- | ---- | --- |
| 1569         | 遯巖書院凝道堂 |      | 遯巖書院凝道堂最初建於朝鮮仁祖十二年（1634年），朝鮮高宗十七年（1880年）第一次搬遷，1971年再搬遷至今日的位置。凝道堂的結構為正面五間、側面三間的木造瓦房，其在朝鮮時期的儒學講堂中屬於規模較大的建築。 |

## 世界遺產登錄
2019年6月至7月，第43屆世界遺產委員會會議於亞塞拜然首都巴庫召開，「韓國新儒學書院」項目經大會通過登錄為世界遺產，遯巖書院於名單之中，編號為1498-009號。韓國的書院多為16至17世紀設立，負責講授性理學的教育設施。由於將韓國性理學相關文化與傳統妥善保存至今，因此符合世界遺產「具傑出普世價值」的條件，因而被選入世界遺產名錄。
该世界遗产被认为满足世界遺產登錄基準中的以下基準而予以登錄：
- （iii）呈现有关现存或者已经消失的文化传统、文明的独特或稀有之证据。[10]

| 世界遺產編號 | 名稱     | 所在地                       | 保護範圍 | 緩衝範圍  |
| ------------ | -------- | ---------------------------- | -------- | --------- |
| 1498-009     | 遯巖書院 | 36°12'33.19"N 127°10'50.75"E | 3.43公頃 | 45.23公頃 |

## 外部連結
- 遯巖書院官網 （页面存档备份，存于）